# Andrzej Szyczewski
Andrzej Szyczewski (ur. 1949) – polski fizyk i chemik, doktor habilitowany nauk fizycznych, specjalizuje się w fizyce ciała stałego, biochemii, chemii analitycznej oraz chemii medycznej, nauczyciel akademicki Uniwersytetu im. Adama Mickiewicza w Poznaniu.

## Życiorys
Habilitował się w 2005. Naukowo związany z Wydziałem Fizyki UAM, gdzie pracuje jako profesor nadzwyczajny w Zakładzie Fizyki Medycznej i prowadzi zajęcia z podstaw chemii, chemii ogólnej oraz inżynierii materiałów organicznych. Jest członkiem Polskiego Towarzystwa Fizycznego oraz rady naukowej poznańskiego Centrum NanoBioMedycznego. Swoje prace publikował m.in. w "Journal Of Rare Earths" oraz w "Acta Physica Polonica".